# 崖州直隶州
崖州直隶州，清朝时设置的直隶州。
北宋开宝时，改振州为崖州。到神宗熙寧六年，崖州被改為朱崖軍，高宗紹興六年，又廢軍改為寧遠縣，到了十三年又改升格為軍，並改名為吉陽軍。(《宋史》，卷九十，地理志六)。
明朝洪武元年（1368年），又改為崖州，屬於廣東省的瓊州府管轄，所以是明代的散州，並管轄感恩縣。(《明史》，卷四十五，地理志六)。
入清朝後，依規定散州不能管轄縣。到了清朝後期光绪三十一年（1905年）四月，升崖州为直隶州，治所在感恩县。因清朝制度，直隸州可管轄縣，所以此時的崖州直隸州，管轄了感恩县、昌化县、陵水县、萬縣4个县。(《清史稿》，卷七十二，地理志)。又有胡瑃，曾修《崖州直隸州志》一方志書，共十卷。

辛亥革命后，全国废府州厅改县，撤销崖州直隶州为崖县，沿革到今日，為海南省三亞市。